# Éric Gaudibert
Éric Gaudibert (Vevey, 21 de diciembre de 1936 - Confignon, 28 de junio de 2012) fue un compositor y pedagogo suizo que fue alumno de Alfred Cortot, Henri Dutilleux y Nadia Boulanger en la École Normale de Musique de Paris.

## Biografía
Realizó estudios musicales en el Conservatorio de Lausanne, luego en la Escuela Normal de Música de París, donde residió hasta 1972.
Ahí tuvo una doble actividad como pianista y compositor hasta 1969. A su regreso a Suiza, colaboró con la radio y la televisión suiza francófona para producir música electroacústica y programas de iniciación musical. De 1972 a 1975 dirigió las actividades musicales de la Maison de la Culture d'Orléans.
En 1975, Éric Gaudibert se establece en Ginebra, donde enseñó armonía, análisis y composición. En 1989, recibió el Premio de Composición de la Asociación de Músicos Suizos por todo su trabajo, luego, en 1995, el Premio Cuatrienal de Música de la ciudad de Ginebra.
Desde 2001, fue presidente del comité artístico del Concurso de Ginebra.